# Edmund Pevensie
Edmund Pevensie (1930 - 1949) es un personaje de ficción de la obra Las Crónicas de Narnia, del escritor C.S. Lewis. Es coprotagonista de la saga junto con sus tres hermanos: Peter, Susan y Lucy. Participa en El león, la bruja y el ropero, El príncipe Caspian, La travesía del Viajero del Alba, El caballo y el muchacho, y La última batalla.
Al principio de la saga este hermano se hace ver como un traidor, asemejándose a Judas Iscariote, pero con el pasar de los años se demuestra como una persona sabia y solemne, pareciéndose al personaje bíblico de Salomón.
En las adaptaciones al cine realizadas por Walt Disney Pictures (Las crónicas de Narnia: el león, la bruja y el ropero y Las crónicas de Narnia: el príncipe Caspian) y 20th Century Fox (Las crónicas de Narnia: la travesía del Viajero del Alba), Edmund es encarnado por el actor Skandar Keynes como niño, y como adulto es interpretado por Mark Wells.

## Biografía
Edmund nació en el año de 1930 en Finchley, un barrio del Gran Londres, Inglaterra. Cuando aparece en El león, la bruja y el ropero tiene 10 años y en La última batalla tiene 19 años. Es un excelente espadachín, y además es apreciado por sus sabios consejos y justas decisiones. Es conocido como Rey Edmund, El Justo.

## Influencia en la saga

### El león, la bruja y el armario
Este libro explica que Edmund comenzó su participación como una persona amable, pero luego fue a peor. Comenzó a actuar mal después de asistir a una nueva escuela (aunque en 2005, la adaptación cinematográfica del libro explica que él está disgustado porque su padre se vio obligado a servir en la guerra, y que son enviados lejos de su hogar como resultado).
Edmund trata cruelmente a su hermana Lucy cuando ella cuenta su visita a Narnia a través del armario. Sin embargo, él es el segundo de los hermanos Pevensie en visitar Narnia; después de seguir a Lucy. Una vez allí, conoce a la Bruja Blanca y come encantado algunas delicias turcas que ella le concede como deseo, las cuales provocan una adicción a la persona que las come. Como resultado, termina prometiendo a la Bruja volver al planeta Tierra y luego entrar nuevamente a Narnia trayendo consigo a sus tres hermanos; ignorando que la Bruja Blanca los quería para matarlos a los cuatro, y así impedir que la profecía se cumpliese.
Al regresar a casa junto con Lucy, él niega haber estado en Narnia, y asegura que la historia de Lucy no era cierta. Pero más tarde, accidentalmente deja escapar una observación a Peter que muestra que sí había estado en Narnia. Más tarde, cuando los cuatro hermanos Pevensie pasan por el armario y llegan a Narnia; tras encontrarse con que la guardia de Jadis se había llevado al Sr. Tumnus y ser hospedados por los castores en el dique, Edmund se escapa hacia el castillo de la Bruja Blanca, en donde espera ser convertido en príncipe o incluso rey de Narnia. Sin embargo, su opinión de la Bruja cambia dramáticamente cuando él y ella se encuentran con un grupo de criaturas disfrutando de una fiesta proporcionada por Papá Noel. Cuando las criaturas niegan a la bruja que el benefactor ha entrado en la tierra narniana, un claro signo de su menguante poder que convierte a los animales en piedra, causa la protesta por parte de Edmund. Ahora él se da cuenta de su error de haberse aliado al mal, convirtiéndose en un prisionero de la Bruja. La Bruja se prepara para matarlo, atándolo a un árbol y apuntándole con un cuchillo, pero para suerte de Edmund, llega un pequeño ejército mandado por Aslan, el cual rescata a Edmund y lo lleva a su campamento, en donde se encuentran al ejército y  a sus tres hermanos.
Edmund pasa a ser plenamente reformado después de una larga conversación con Aslan. Al día siguiente, la Bruja reitera que la vida de Edmund le pertenece por decreto de las leyes narnianas formuladas por ella misma. Ella y Aslan elaboran un acuerdo, el cual dice que Aslan debe morir en el lugar de Edmund; pero ella desconoce la mágica naturaleza de este contrato que le permite a Aslan volver a la vida.
Mientras que Aslan y las hermanas de Edmund van al castillo de la Bruja Blanca para liberar a los prisioneros hechos piedra, Edmund consolida su reforma a través de la aproximación a sí mismo con Peter y el ejército en la batalla, donde desempeña un papel fundamental en el combate contra la Bruja Blanca, dándose cuenta de ella tiene una  ventaja más peligrosa; su varita. Él queda gravemente herido en el intento de destruirla, sin embargo es salvado de la muerte por la oportuna llegada de refuerzos dirigida por Aslan (quien vence a la Bruja), y también por la intervención de su hermana Lucy, quien le da una gota de la poción especial que le había regalado Papá Noel. Finalmente, Edmund Pevensie completamente reformado, se convierte en el Rey Edmund, el Justo, cogobernante de Narnia con la Reina Lucy, la Reina Susan, y el Gran Rey Peter.
Años después, Edmund regresa a Inglaterra junto con sus hermanos, donde todos aparecen como por arte de magia como niños de nuevo.

### El caballo y el muchacho
Antes de volver a Inglaterra a través del Páramo del Farol, el Rey Edmund, la Reina Susan y el fauno Tumnus son visitantes en el país de Calormen, donde el príncipe Rabadash quiere obligar a Susan a casarse con él. Edmund era el rey supremo interino ante la ausencia de su hermano Peter, quien estaba lidiando una batalla contra los gigantes del Norte. Logran escapar de Rabadash a través de una estrategia ideada por el señor Tumnus, que consistía en fingir que estaban organizando un banquete en su barco, El Esplendor Diáfano, y así escaparse por mar. Rabadash, enfurecido por la huida de Edmund y Susan, convenció a su padre de conquistar Narnia, invadiendo primeramente Archenland. 
Cuando Shasta llega a Narnia con las noticias de la invasión calormena a Archenland, Edmund y Lucy van con su ejército a la batalla para apoyar al ejército de Archenland. Edmund y el Rey Lune de Archenland lideran la lucha contra el ejército de Calormen, y lo derrotan. Finalmente, Rabadash es convertido en burro por Aslan. 

### El príncipe Caspian
A sus 11 años de edad, Edmund y sus hermanos regresan a Narnia para ayudar a Caspian, el rey legítimo de los telmarinos, en su lucha contra el Rey Miraz, el usurpador. Edmund y Susan convencen a Trumpkin el enano, que los Pevensie son los antiguos reyes y reinas de Narnia al ser derrotado por Edmund en un combate de espadas y por Susan en una competencia con el arco.
Más tarde, ayuda a Peter a defender a Trumpkin y Caspian contra Nikabrik, la arpía, y el hombre lobo, clavando su espada en la Bruja Blanca, impidiendo así que ella fuera revivida. Edmund fue el único que no pudo ser hipnotizado por la bruja para así ella poder revivir, puesto que él ya había sido engañado una vez, y no volvería a serlo según la película , pero en el libro aunque si hay una pelea donde mataron a Nikabrik y sus amigos la bruja Blanca no hace su aparición
Edmund también fue testigo de la batalla frente a frente de Peter contra Miraz.
Él se ha convertido en el cuidador y protector de su hermana Lucy, siendo la primera persona en creerle cuando ella ve a Aslan, apoyándola ante la incredulidad de Trumpkin, Peter y Susan. Edmund se muestra en una luz más positiva en este libro que en El león, la bruja y el ropero. Su conducta es más cooperativa y leal, sin estar bajo la dirección de Peter. Incluso se muestra mucho más maduro que su hermano y el príncipe Caspian. En esa época también, Edmund deja totalmente de insultar y maltratar a Lucy.

### La travesía del Viajero del Alba
Edmund, Lucy y su primo Eustace entran en el mundo de Narnia a través de una pintura mágica, y terminan en medio de un océano. Ellos son rescatados y llevados a bordo del Viajero del Alba, donde se reúnen con el rey Caspian X (de El príncipe Caspian), quien se encuentra en busca de los lores desaparecidos que su tío Miraz había enviado unos años antes para explorar otras tierras. Los lores eran: Revilian, Argoz, Restimar, Bern, Mavramorn, Octesian y Roop.
Se trata de la última aventura de Edmund y Lucy en el mundo de Narnia. En este punto el carácter de Edmund ha madurado mucho, pues se puede ver en la manera en que se refiere a su primo Eustace, y en la lucha por el poder con el Rey Caspian.

### La última batalla
Después de tener una visión en Inglaterra, donde aparecía el rey Tirian de Narnia pidiendo ayuda, Peter y Edmund van a la vieja casa del señor Andrew Ketterley, en Londres, para cavar y encontrar los anillos que el Profesor Kirke enterró en el patio cuando era un niño, los cuales serán utilizados por Eustace y Jill para llegar a Narnia. 
Ellos están a la espera de los demás en el andén cuando ocurre un accidente de trenes. Al igual que sus hermanos, Peter y Lucy, Edmund muere en el choque de trenes y se transporta al país de Aslan, donde todos vivieron para siempre. Susan es la única que no va al país de Aslan, puesto que no estaba presente ni murió en el accidente.